# Rizpa
Rizpa ist im Alten Testament eine Nebenfrau Sauls.

## Etymologie
Der Name Rizpa (hebräisch רִצְפָּה) lässt sich vermutlich von dem Verb רצף razaf ableiten. Das zugehörige Substantiv רֶצֶף rezef bedeutet „Glühkohle / Glühstein“. Eine Verbindung zum neuhebr. רִצְפָּה „Fußboden“ besteht nicht. In der Septuaginta ist der Name ρεσφα resfa.

## Biographie
Rizpa war eine Tochter Ajas und eine Nebenfrau Sauls. Abner, der Heerführer Sauls, hatte eine Affäre mit ihr, was ihm von Ischbaal vorgeworfen wird. Möglicherweise erhob Abner damit einen Anspruch auf den Thron. Rizpas selbst spielt an dieser Stelle nur eine passive Rolle, ob sie Abners Bemühungen erwidert hatte, sodass sie eine Mitschuld treffen würde, ist nicht klar (2 Sam 3,7 ).

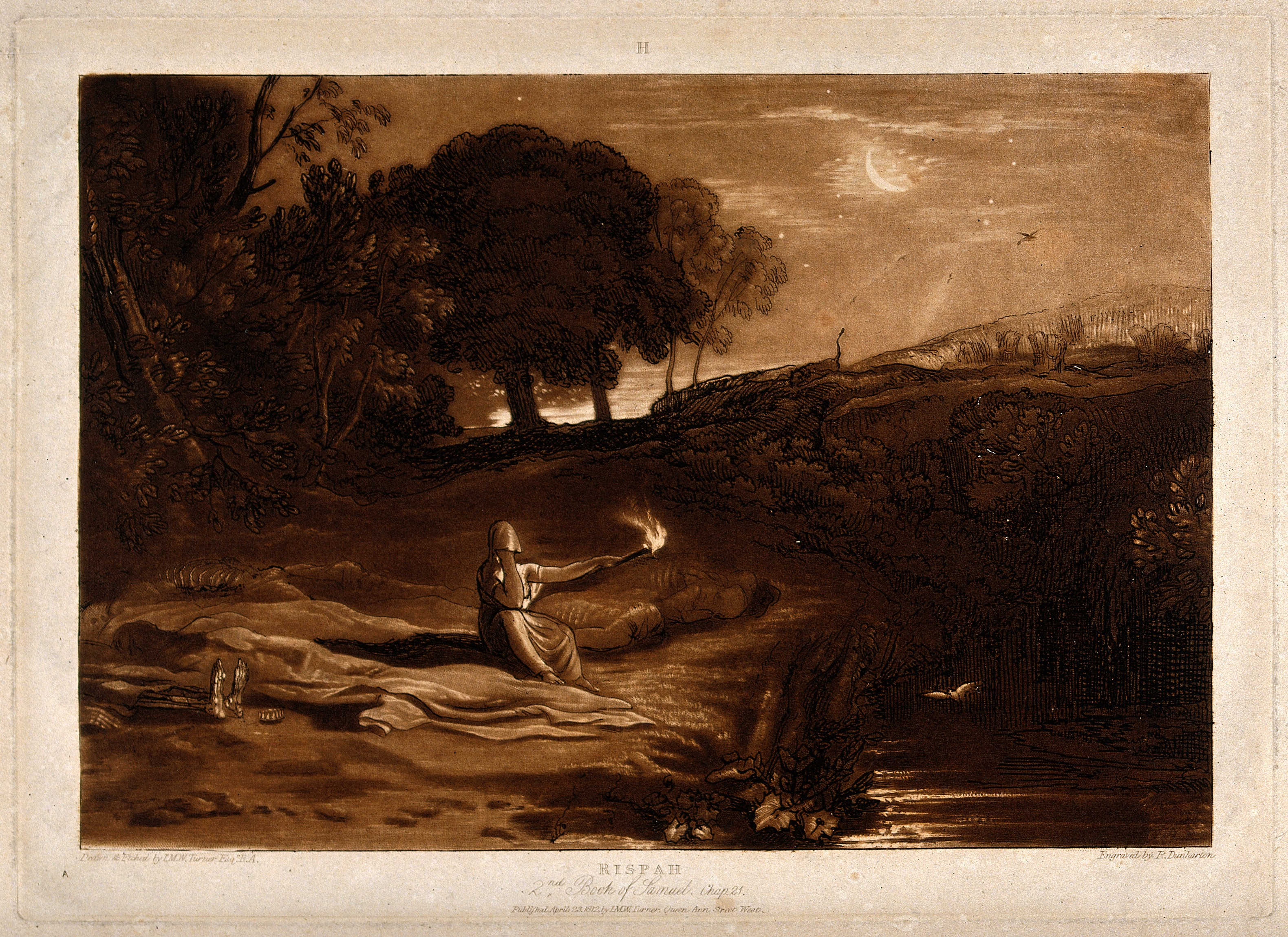
Rispah, Mezzotinto-Radierung von J. M. W. Turner, 1812

Unter den sieben Söhnen Sauls, die David wegen Sauls Blutschuld an den Gibeonitern an diese ausliefert, sind auch zwei Söhne der Rizpa, Armoni und Mefi-Boschet (2 Sam 21,8 ). Sie werden hingerichtet, die Leichname bleiben unbestattet. Rizpa trauert, auf ihrem Trauergewand auf einem Felsen bei den Leichnamen sitzend, vom Beginn der Ernte bis zur Regenzeit (etwa April bis Oktober) und schützt sie so vor Vögeln und wilden Tieren. Als David von der Tat Rizpas erfährt, lässt er die Gebeine Sauls und Jonatans holen, um sie zusammen mit denen der Söhne Sauls im Familiengrab Sauls beizusetzen (2 Sam 21,1–14 ).